# Faseringsmethode
Een Faseringsmethode is een methode, waarmee in fasen wordt gewerkt. Het opdelen in verschillende fasen kan overzicht en duidelijkheid bieden. Zo kan men bijvoorbeeld in de softwareontwikkeling een speciale fase hebben voor het programmeren van de software. Indien deze fase is afgesloten, wordt er ook niet snel meer tijd in deze fase besteed.
Het opdelen van complexe werken in fasen, resulteert vaak in een betere beheersbaarheid en planning.